# Hermann Cornelius
Harmanus Christian Cornelius (Amsterdam, juni 1774 - Semarang, 1833?) was een Nederlands militair en archeoloog in Nederlands-Indië. Hij leidde de eerste archeologische inspanningen om de monumenten op het oosten van Java schoon te maken van de vegetatie en structureel te onderzoeken.
Cornelius' vader was Duits, zijn moeder Nederlands. Hij vertrok in 1791 als cadet naar Nederlands-Indië, waar hij in Semarang aangesteld werd. In de loop der jaren klom hij op tot de rang van luitenant. Hij raakte geïnteresseerd in de antiquiteiten die in tempelruïnes op Java gevonden werden, en die de Europeanen in die tijd gebruikten om hun tuinen mee te decoreren. In opdracht van de gouverneur van het noordoosten van het eiland, Nicolaus Engelhard, liet Cornelius in 1806 en 1807 de Candi Sewutempel in Prambanan vrijmaken van begroeiing. Ook maakte hij enkele schetsen van het monument. De tempel was in 1733 ontdekt door C.A. Lons en eerder vluchtig onderzocht door F. von Boekholtz. De Engelse onderzoeker Thomas Horsfield had enkele tekeningen gemaakt. 
In 1814 (tijdens het Engelse bewind op Java) was Cornelius waarschijnlijk de eerste die de tempel Borobudur herontdekte. In opdracht van gouverneur Raffles liet hij ook deze tempel deels vrijmaken.
Nadat Java weer onder Nederlands bewind kwam te staan werd Cornelius in 1818 bevorderd tot luitenant-kolonel. Hij werd aangesteld als directeur van de militaire school in Semarang.